# Celje
Celje er Sloveniens tredjestørste by og ligger ved Savinja-floden, 241 meter over havets overflade. Byen er placeret på trafikknudepunktet mellem Ljubljana (mod vest), Maribor (mod nord), Zidani Most (mod syd), Velenje og Slovenj Gradec (mod nordvest) og Rogaška Slatina (mod øst).
Slavinja floden passerer den gamle by på sin vej mod floden Sava. 
Celje var beboet i neolitikum-perioden (yngre stenalder), og senere blev den anden vigtigste kommerciel og administrativ center i kongeriget Noricum. (Noricum var i oldtiden romersk provins i det nuværende Østrig, syd for Donau floden og øst for Inn floden. Indbyggerne var oprindelig illyrere, men senere indvandrede også keltere. Området under Rom år 16 f.Kr. men i det 5. og 6. århundrede, trængte germanske stammer ind nordfra og holdt sig ved magten, indtil området blev erobret af slaver og avarer omkring år 600.)
Navnet Celje stammer fra navnet Kelleia, som var en stor keltisk bebyggelse i det 3. og 2. århundrede f.Kr. Navnet blev udskiftet til Celeia under Romertiden og byen blomstrede som romersk administrativt center. Navnet Celeia blev udskiftet til Cilli under herskabet af Greverne og Prinserne af Celje i Middelalderen. Deres magt nåede højdepunktet i det 14. og 15. århundrede, da de med deres politiske magt repræsenterede ambitionerne for området af Greven af Habsburg. Den 11. april 1451 døbte Fyrst Frederik 2. af Celje byen Celje. 
På trods af angreb fra tyrkerne, brand og pesten, byen voksede hurtig og udviklede sig til handelscenter. Efter byggeriet af jernbanen fra Wien til Trieste, son nåede til Celje i 1846, byen blev til et vigtig industrielt, kommercielt, kulturelt og uddannelsescentrum. I perioden mellem verdenskrigene, var Celje den tredjevigtige by i Drava-området.
- Celje
- Cilli, Georg Matthäus Vischer, Topographia Ducatus Stiriae, Graz 1681
- Celje, 1830 - Lith. Kaiser, Graz